# Informatique sans serveur
L'informatique sans serveur ou serverless computing est un paradigme de cloud computing dans lequel le fournisseur de serveur gère dynamiquement les ressources allouées au service client. Le prix dépend des ressources effectivement consommées et non des capacités d'un serveur acheté à l'avance. Mais le terme « sans serveur » ne signifie pas qu'il n'y a pas de serveurs impliqués. Cela signifie qu'ils sont gérés par les fournisseurs et non par les consommateurs. Sans trop penser à leur maintenance, les ressources informatiques sont utilisées comme des services. Les principaux avantages de l'informatique sans serveur sont le modèle de tarification à l'utilisation, une évolutivité élevée, la disponibilité et un temps réduit pour développer et livrer les fonctionnalités du produit. Firebase (Alphabet), Amazon Web Services, Cloudflare et Microsoft Azure proposent des offres serverless.